# Балтская и Ананьевская епархия
Ба́лтская и Ана́ньевская епархия — епархия Украинской православной церкви в административных границах Балтского, Ананьевского, Кодымского, Савранского, Подольского, Окнянского, Захарьевского, Великомихайловского, Раздельнянского, Березовского, Ширяевского, Николаевского, Любашевского, Ивановского районов Одесской области.

## История
Учреждено 9 ноября 1866 года как викариатство Подольской и Брацлавской епархии. Названо по уездному городу Балта Подольской губернии. Резиденция Балтского епископа находилась в Каменец-Подольском мужском монастыре в честь Святой Троицы. Балтские епископы являлись непосредственными помощниками и сотрудниками Подольских архипастырей в управлении Подольскою паствою. Пресеклось в 1922 году.
С ноября 1957 года восстановлено как викариатство Херсонской и Одесской епархии Украинского Экзархата Русской Православной Церкви, город Балта стал районным центром Одесской области. Пресеклось в 1958 году.
20 декабря 2012 года решением Священного Синода Украинской Православной Церкви образована самостоятельная Балтская епархия. Кафедральный собор — Свято-Успенский собор в Балте. Титул правящего архиерея — Балтский и Ананьевский.
7 января 2019 года прихожанами Свято-Дмитриевской церкви села Пужайково Подольского района под влиянием политических манипуляций было решено перейти в Православную церковь Украины. Данный переход был первым на территории Одесской области.
22 июня 2019 года прихожане Церкви Святых Иакима и Анны в селе Гетмановка Савраньского района приняли решение перейти в Православную церковь Украины.

## Епископы
Балтское викариатство Подольской епархии
- Феогност (Лебедев) (22 января 1867 — 27 июня 1870)
- Вениамин (Павлов) (8 ноября 1870 — 16 февраля 1879)
- Ианнуарий (Попов-Вознесенский) (17 февраля 1879 — 5 сентября 1883)
- Иосиф (Баженов) (30 декабря 1884 — 23 января 1886)
- Анатолий (Станкевич) (25 мая 1886 — 24 апреля 1887)
- Димитрий (Самбикин) (28 октября 1887 — 13 декабря 1890)
- Акакий (Заклинский) (7 апреля — 7 сентября 1891)
- Николай (Адоратский) (7 сентября 1891 — 22 октября 1895)
- Иоаким (Левицкий) (14 января 1896 — 24 мая 1897)
- Менандр (Сазонтьев) (24 мая 1897 — 10 марта 1902)
- Кирион (Садзаглишвили) (10 марта 1902 — 3 мая 1903)
- Тихон (Василевский) (26 мая 1903 — 16 июня 1905)
- Димитрий (Абашидзе) (16 апреля 1905 — 20 января 1906)
- Никон (Бессонов) (26 февраля 1906 — 27 февраля 1909)
- Амвросий (Гудко) (27 февраля 1909 — 14 февраля 1914)
- Борис (Шипулин) (14 февраля 1914 — 12 февраля 1915)
- Пимен (Пегов) (12 февраля 1915 — 17 сентября 1918)
- Герасим (Строганов) (1918 — 14 ноября 1922)

Балтское викариатство Херсонской епархии
- Пимен (Извеков) (17 ноября — 26 декабря 1957)
- Донат (Щёголев) (26 декабря 1957 — 8 сентября 1958)

Балтская епархия
- Алексий (Гроха) (с 20 декабря 2012)

## Храмы и монастыри

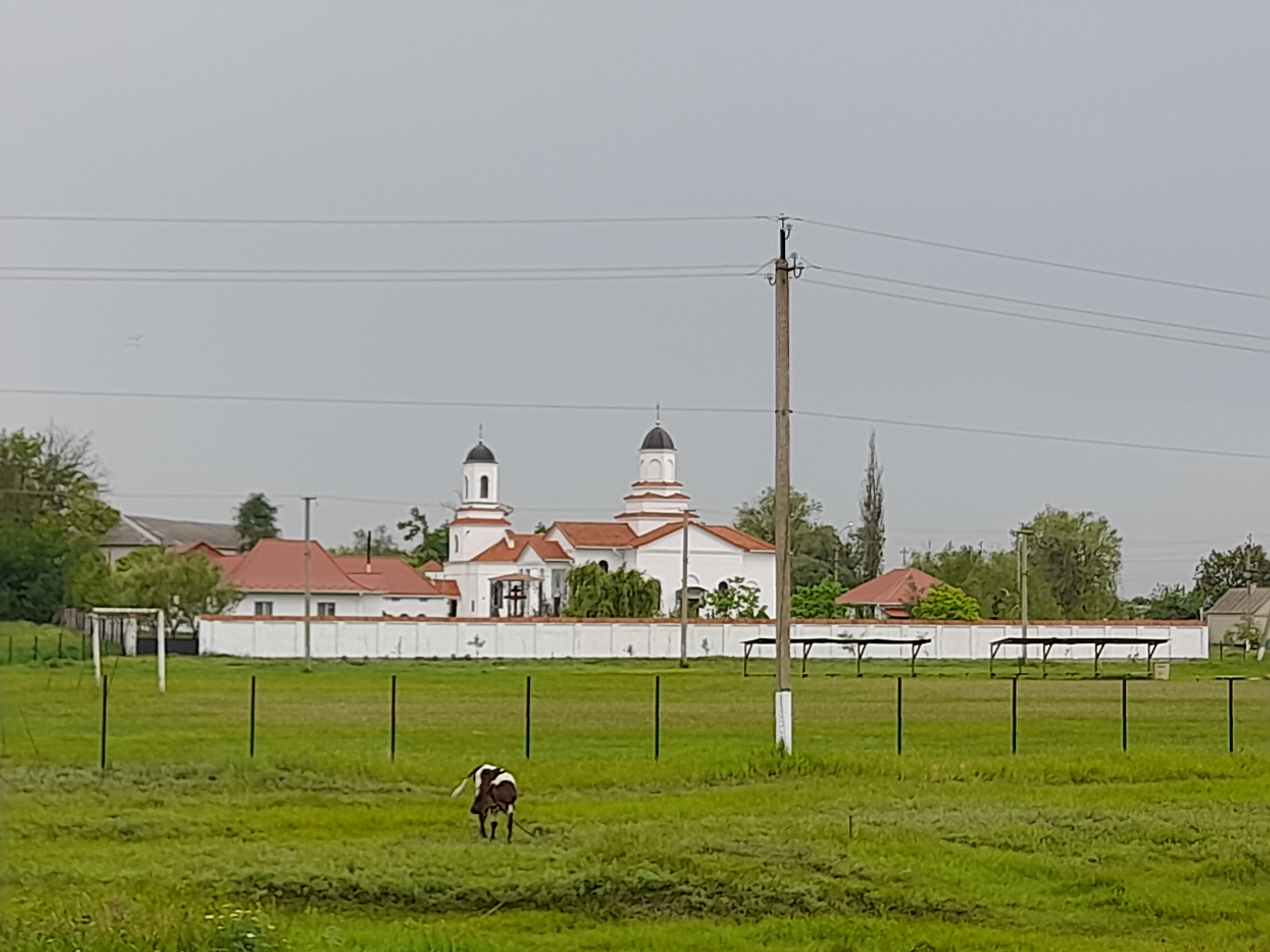
Женский монастырь «Всех скорбящих Радость»

- Свято-Покровский Балтско-Феодосиевский мужской монастырь в г. Балта;
- женский монастырь «Всех скорбящих Радость» в селе Белка Березовского района Одесской области.

## География благочиний
Ананьевское благочиние

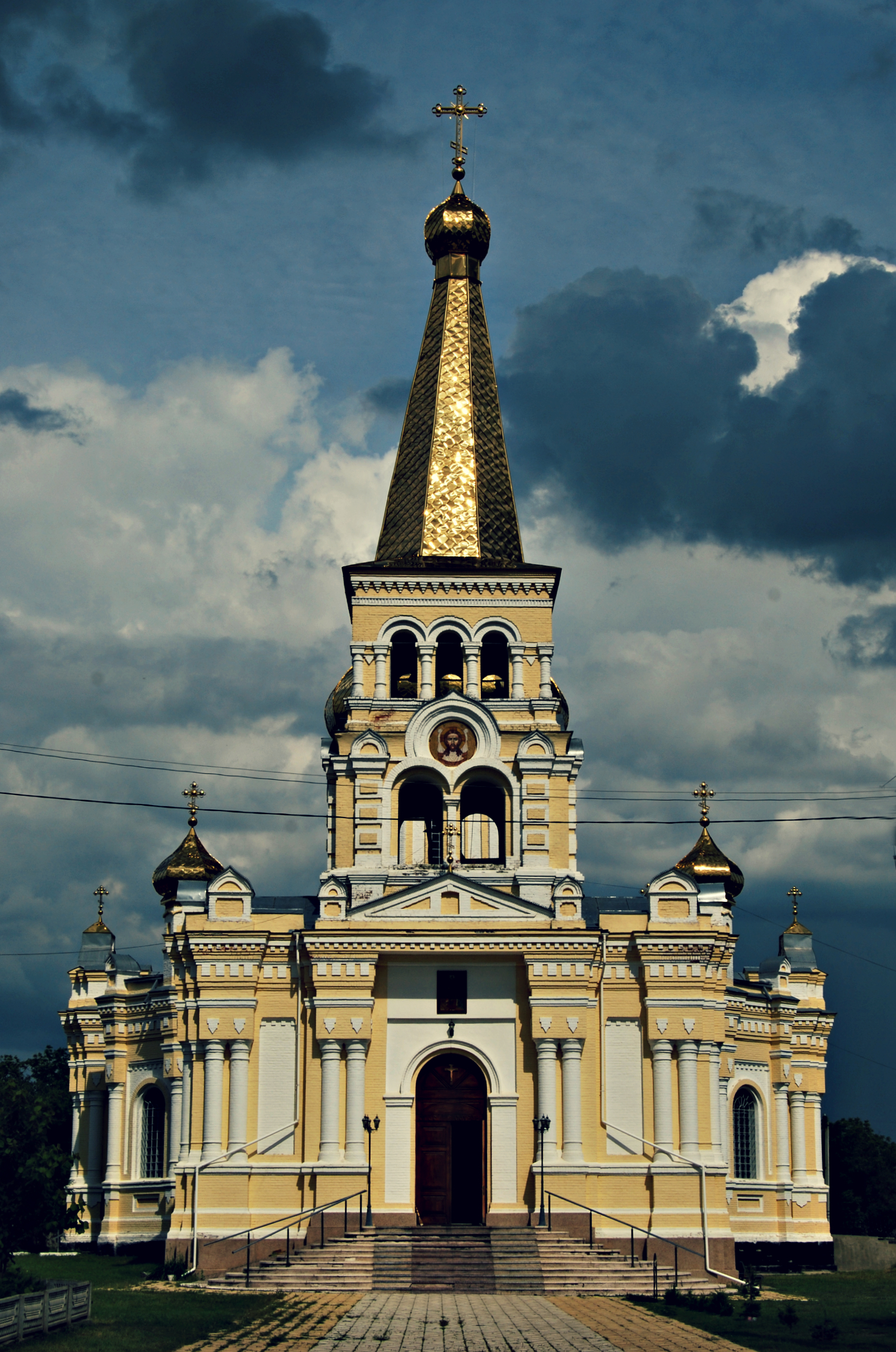
Собор Александра Невского г. Ананьев

- собор св. благв. кн. Александра Невского — второй кафедральный храм епархии (г. Ананьев, настоятель храма прот. Николай Ярем)
- храм Первоверховных апостолов Петра и Павла (Подольский район, Зеленогорская поселковая община[укр.], село Зеленогорское, ул. Воровского, 2, настоятель храма свящ. Павел Жевердан)
- храм Иакова брата Господнего (Подольский район, Ананьевская городская община[укр.], село Кохановка, настоятель храма прот. Вячеслав Скараев)
- храм прп. Сергия Радонежского (Подольский район, Ананьевская городская община[укр.], село Новоалександровка, настоятель храма — прот. Георгий Якимов)
- храм «Рождества Пресвятой Богородицы» (Подольский район, Ананьевская городская община[укр.], село Байталы, настоятель храма — прот. Антоний Кумпэтэ)

Балтское благочиние
Включает 10 храмов и монастырей. Наместник Балтской обители архимандрит Андроник.
Березовское благочиние
Велико-Михайловское благочиние

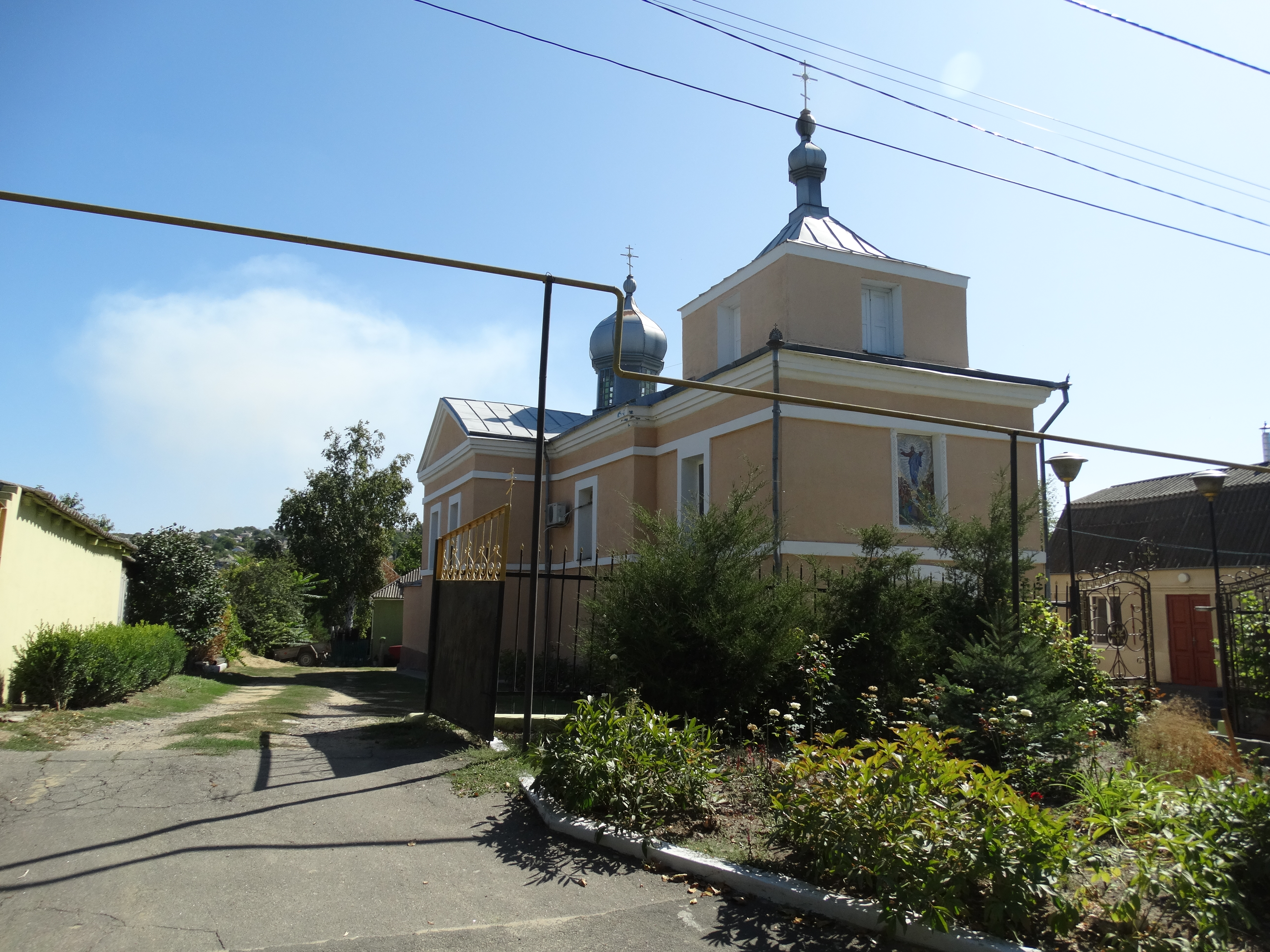
Свято-Вознесенский храм пгт. Окны

Красноокнянское благочиние
Красноокнянское благочиние одно из самых молодых в Балтской епархии. Благочиние образовано решением епархиального совета от 30.05.2013 года путем выделения из Котовского и Ширяевского благочиний. В состав благочиния вошли  17 храмов. Благочинный Красноокнянского округа – протоиерей Алексий Диаковский.
- Окны (Красные Окны), Свято-Вознесенский храм;
- с. Владимировка, Храм св. Архангела Михаила;
- с. Малаешты, Храм Святителя Николая;
- с. Черная, Храм св. Апостола и Евангелиста Иоанна Богослова;
- с. Топалы, Храм св. мученицы Параскевы[8].

Кодымское благочиние
Настоятель Кресто-Воздвиженского храма г. Кодыма и благочинный Кодымского округа протоиерей Георгий Кушнир.
Котовское благочиние

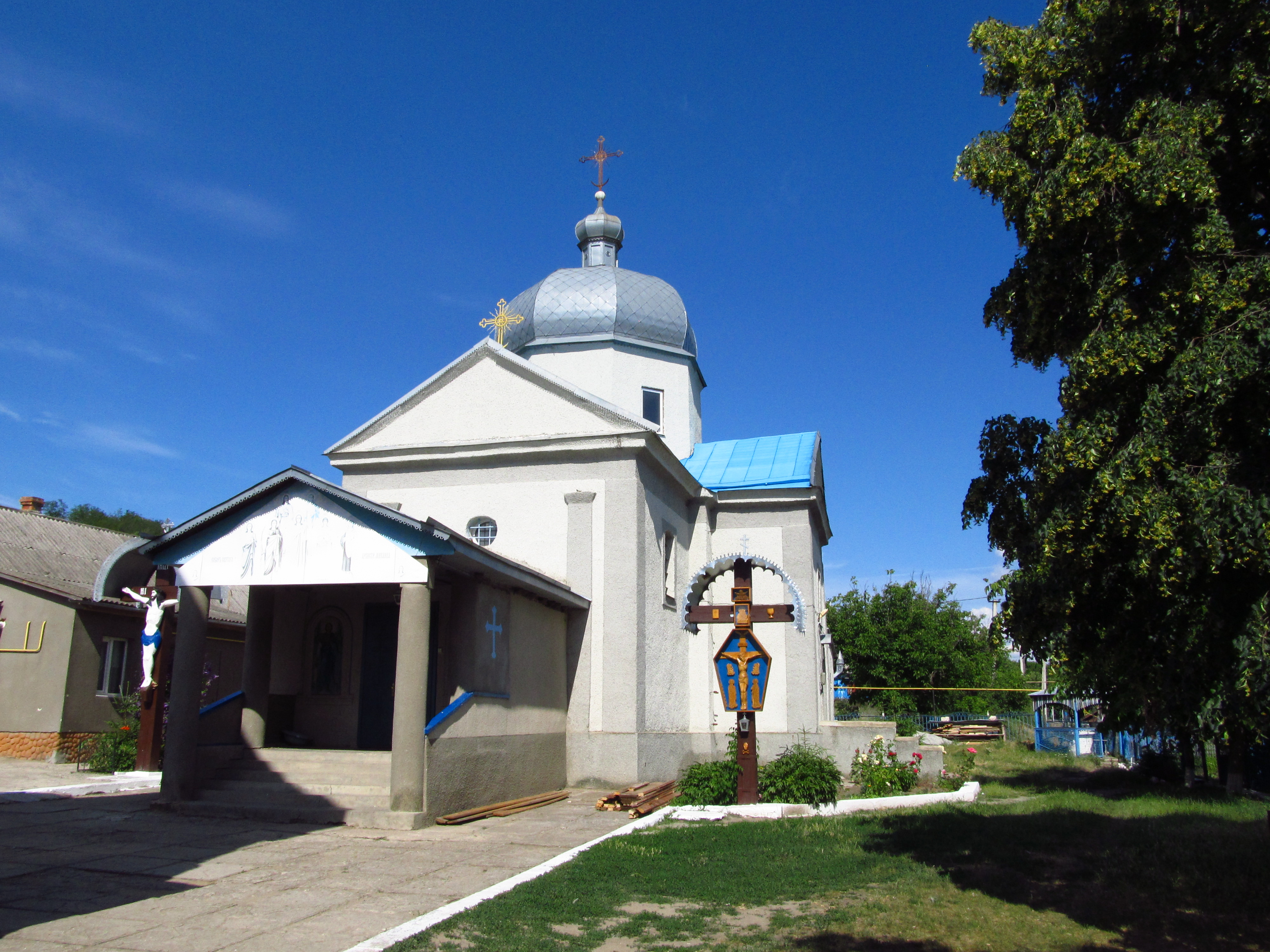
Храм Святого Архистратига Михаила, с. Липецкое

Благочинный Котовского округа протоиерей Вадим Ефанов.
- Подольск (Котовск), Храм Успения Пресвятой Богородицы;
- Подольск (Котовск), Собор Святителя Николая и храм Бориса и Глеба;
- Подольск (Котовск), Храм Покрова Пресвятой Богородицы;
- с. Куяльник, Храм св. Иоанна Богослова;
- с. Борщи, Храм Успения Пресвятой Богородицы;
- станция Борщи, Храм Святого Димитрия Солунского Мироточивого;
- с. Гидерым, Храм Успения Пресвятой Богородицы;
- с. Старая Кульна, Храм Рождества Пресвятой Богородицы;
- с. Станиславка, Храм Покрова Пресвятой Богородицы;
- с. Гонората, Храм св. Апостола и Евангелиста Иоанна Богослова;
- с. Нестоита, Храм Успения Пресвятой Богородицы;
- с. Федоровка, Храм Рождества Пресвятой Богородицы;
- с. Липецкое, Храм Святого Архистратига Михаила[8].

Раздельнянское благочиние
В 1992 году благочиние состояло из 4 районов: Раздельнянского, Ивановского, Березовского и Коминтерновского и  имело  16 приходов. В 2000 году Раздельнянское благочиние насчитывало уже 65 приходов. В этом же году  Благочиние  было разделено, в его составе  осталось только два района - Ивановский и Раздельнянский и состояло из 24 приходов. В 2013 году Раздельнянское благочиние составляло 24 прихода Раздельнянского района. Благочинный Раздельнянского округа – протоиерей Вячеслав Ткаченко.
- с. Степовое Раздельнянский район, Свято-Успенская церковь, настоятель храма — иерей Евгений Лазурчак;
- с. Кучурган Раздельнянского района, Храм Владимирской Иконы Божией Матери;
- с. Кошары Раздельнянского района, Свято-Успенская церковь;
- с. Бурдовка, храм Св. Пророка Ильи.

Ширяевское благочиние

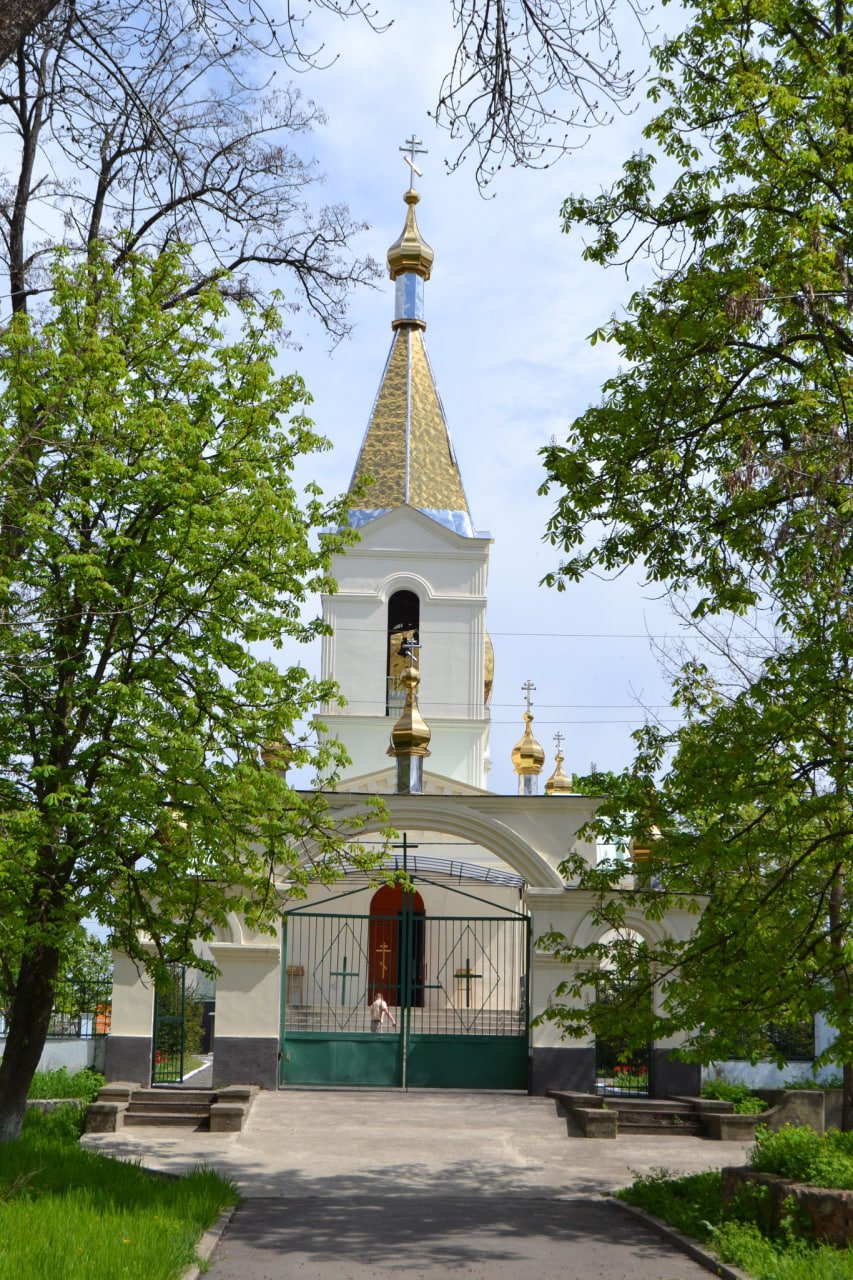
Свято-Архангело-Михайловский храм пгт. Ширяево

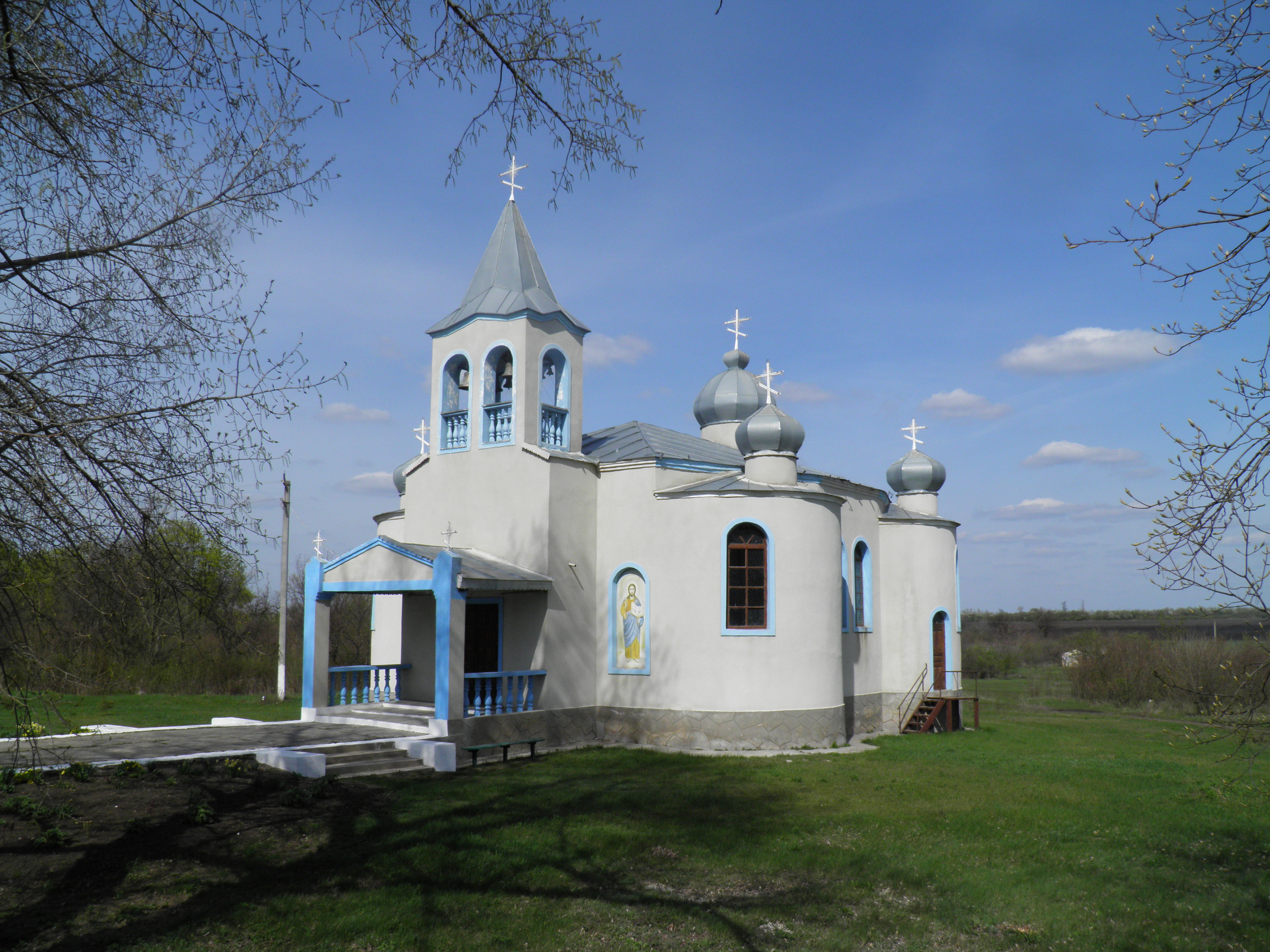
Свято-Рождество-Богородичный храм с. Ст. Маяки

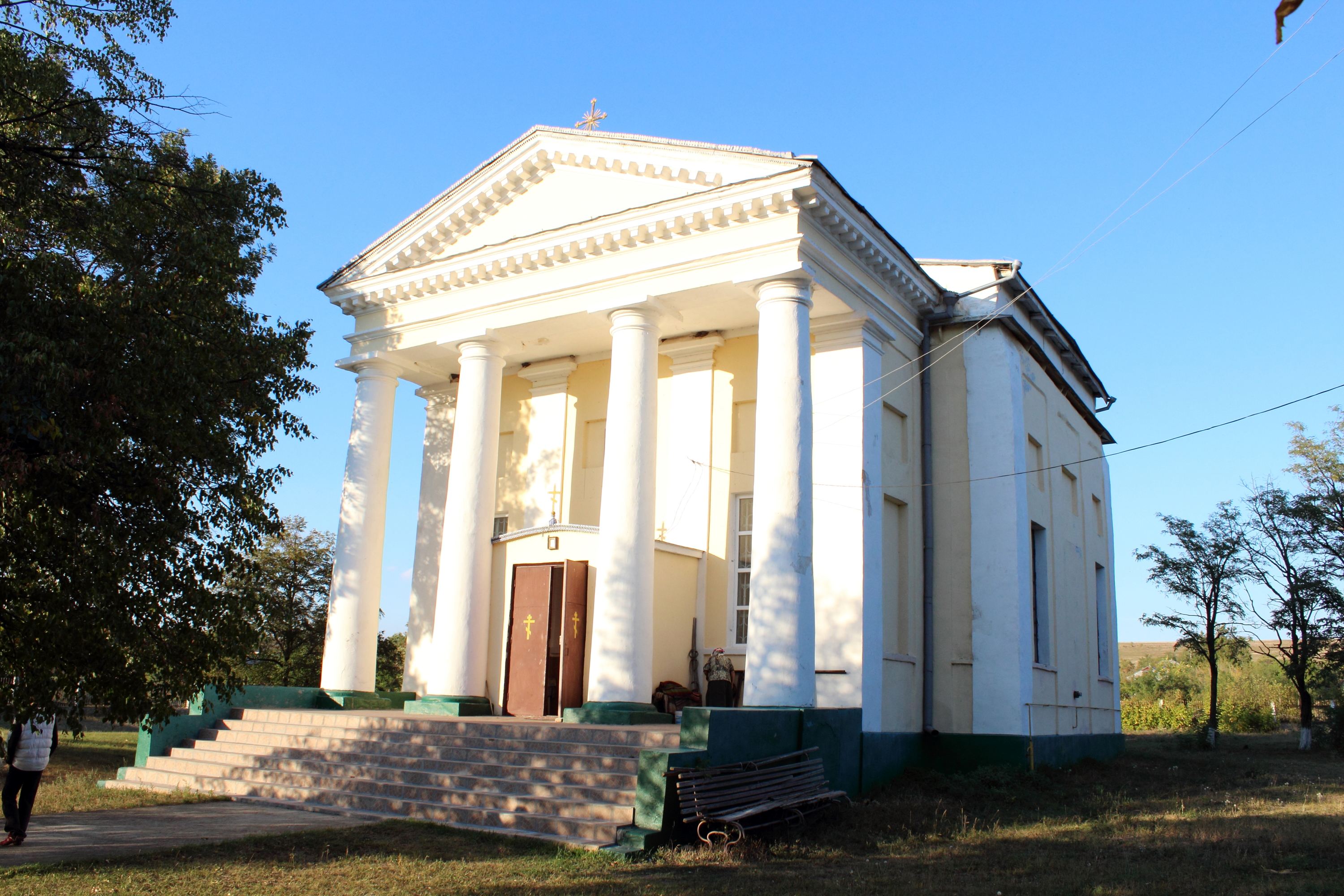
Свято-Николаевский храм с. Николаевка

Ширяевское благочиние было создано по благословению Агафангела, митрополита Одесского и Измаильского 30 июня 2009 года. Благочинный Ширяевского округа - протоиерей Анатолий Шаповал.
В Ширяевское благочиние вошло 14 приходов бывшего Ширяевского района и 9 приходов бывшего Фрунзовского района. 
В Ширяевском благочинническом округе находятся следующие приходы – в Ширяевском районе:
- пгт. Ширяево, Свято-Архангело-Михайловский храм;
- с. Александровка, Свято-Покровский храм;
- с. Викторовка, Свято-Покровский храм;
- с. Екатерино-Платоновка, храм Святой Великомученицы Екатерины;
- с. Жовтень, Свято-Петро-Павловский храм;
- с. Марьяновка, Свято-Марие-Магдалининский храм;
- с. Макарово, храм Казанской иконы Божией Матери;
- с. Маркевичево, Свято-Троицкий храм;
- с. Николаевка, Свято-Николаевский храм;
- с. Орджоникидзе, Свято-Иоанно-Богословский храм;
- с. Роскошное, Свято-Успенский храм;
- с. Саханское, Свято-Ильинский храм;
- с. Старые Маяки, Свято-Рождество-Богородичный храм;
- с. Чегодаровка, Свято-Александро-Невский храм;
- с. Червоный Кут, Свято-Никольский храм.

Во Фрунзовском районе: 
- пгт. Фрунзовка, Свято-Успенский храм;
- с. Васильевка, Свято-Васильевский храм;
- с. Войничево, храм Святых Царских Мучеников;
- пгт. Затишье, Свято-Архангело-Михайловский храм;
- с. Йосиповка, Свято-Рождество-Богородичный храм;
- с. Павловка, Свято-Архангело-Михайловский храм;
- с. Перекрестово, Свято-Кресто-Воздвиженский храм;
- с. Россияновка, храм Святого Великомученика Димитрия Солунского;
- с. Торосово (Ленино), Свято-Архангело-Михайловский храм[12].